# Voorprogramma
Een voorprogramma, ook wel openingsact of supportact genoemd, is de term die in de muziekindustrie wordt gebruikt om de muziekgroepen of artiesten te beschrijven die het eerste deel van een voorstelling of optreden verzorgen. De functie van het voorprogramma is om het publiek in de juiste sfeer te brengen, voordat het programma waar het publiek voor is gekomen, begint.
Het voorprogramma wordt verzorgd door een andere, vaak minder bekende, act dan de muziekgroep, artiest of komiek die de rest van de voorstelling geeft. De openingsact krijgt doorgaans een kortere speeltijd dan de hoofdartiest en beperkte ruimte op het podium.